# Montemignaio
Montemignaio é uma comuna italiana da região da Toscana, província de Arezzo, com cerca de 589 habitantes. Estende-se por uma área de 26 km², tendo uma densidade populacional de 23 hab/km². Faz fronteira com Castel San Niccolò, Pelago (FI), Pratovecchio, Reggello (FI), Rufina (FI).

## Demografia
| Variação demográfica do município entre 1861 e 2011                               |
|                                                                                   |
| Fonte: Istituto Nazionale di Statistica (ISTAT) - Elaboração gráfica da Wikipedia |